# Kristopher Carter

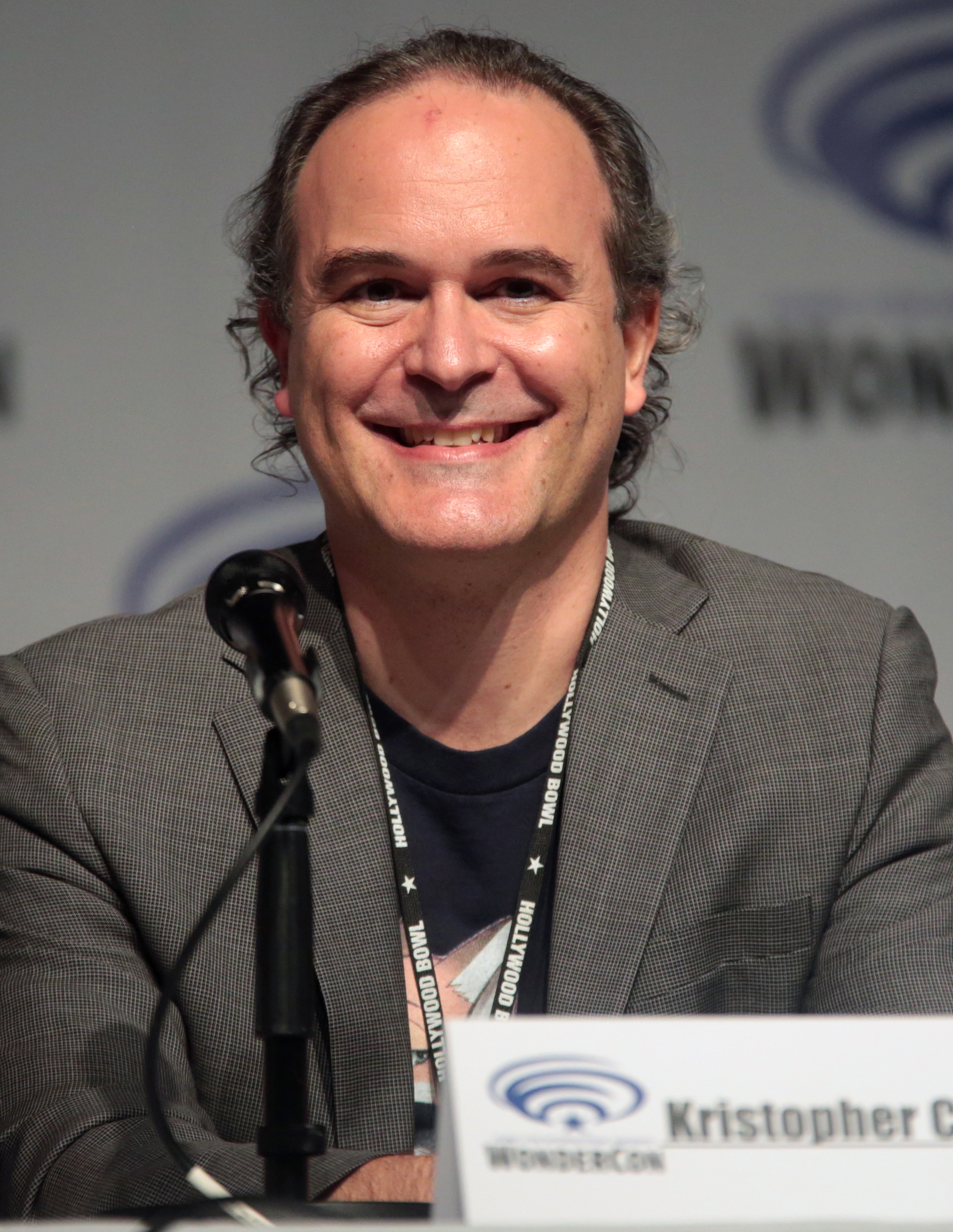
Kristopher Carter bei der WonderCon 2017

Kristopher Lee Carter (* 5. Februar 1972 in San Antonio, Texas) ist ein US-amerikanischer Komponist, der gemeinsam mit Lolita Ritmanis und Michael McCuistion für Zeichentrickserien wie Die Liga der Gerechten, Teen Titans, Batman: The Brave and the Bold und seit neuestem Young Justice komponierte.

## Leben
Kristopher Lee Carter wuchs in San Angelo, Texas auf und begann bereits im Alter von vier Jahren das Pianospielen zu erlernen. Da er bereits als Jugendlicher anfing zu komponieren, entschied er sich später, Komposition an der University of North Texas zu studieren. Während des Studiums spielte Carter Kontrabass im Universitätsorchester, wo er Ian Walker, den Sohn der Komponistin Shirley Walker, kennenlernte. Dieser stellte ihm Walker vor, sodass Carter ihr eigens komponierte Musik präsentieren konnte. Kurz nach seinem Abschluss wurde er von Walker zu einem Praktikum nach Los Angeles eingeladen, wo er ihr assistierte und später, nach seiner ersten komponierten Zeichentrickfolge von Batman auch festes Mitglied des Komponistenteams um Walker mit Lolita Ritmanis und Michael McCuistion wurde.
Walker zog sich Mitte der 1990er immer mehr aus der Komposition von Zeichentrickserien zurück und überließ diese Ritmanis, McCuistion und Carter, die seitdem gemeinsam für Serien wie Die Liga der Gerechten, Teen Titans, Batman: The Brave and the Bold und seit neuestem Young Justice komponierten.

## Filmografie (Auswahl)
- 1994–1995: Batman (Zeichentrickserie, 2 Episoden)
- 1996–1998: Superman (Superman: The Animated Series) (Zeichentrickserie, 12 Episoden)
- 1999: Robbie und Matt – Außer Rand und Band (Boys Will Be Boys)
- 2000: Batman of the Future – Der Joker kommt zurück (Batman Beyond: Return of the Joker)
- 2001–2006: Die Liga der Gerechten (Justice League; Justice League Unlimited) (Zeichentrickserie, 33 Episoden)
- 2001–2002: The Zeta Project (Zeichentrickserie, 7 Episoden)
- 2003–2006: Teen Titans (Zeichentrickserie, 23 Episoden)
- 2006–2008: Legion of Super Heroes (Zeichentrickserie, 26 Episoden)
- 2006: The other Side – Fürchte die Jäger der Hölle (The Other Side)
- 2008: Dance of the Dead
- 2008–2009: Ben 10: Alien Force (Zeichentrickserie, 27 Episoden)
- 2008–2009: The Spectacular Spider-Man (The Spectacular Spider-Man Animated Series) (Zeichentrickserie, 26 Episoden)
- 2008–2011: Batman: The Brave and the Bold (Zeichentrickserie, 37 Episoden)
- 2010–2012: Ben 10: Ultimate Alien (Zeichentrickserie, 51 Folgen)
- seit 2010: Young Justice
- 2011–2012: New Teen Titans
- 2012–2013: Kaijudo: Rise of the Duel Masters
- 2016: Batman: The Killing Joke
- 2017: Batman und Harley Quinn (Batman and Harley Quinn)